# كانون 5 دي
كانون 5 دي (بالإنجليزية: Canon EOS 5D)‏ هي كاميرا احترافية 12.8 ميجا بيكسل من إنتاج شركة كانون وقد طرحت في السوق في صيف 2005.

## تفاصيل

### السينسور ومعالجة الصور
- 35.8 x 23.9 mm
- Full-frame digital SLR
- sensor with 13.3 million pixels
- 12.7 megapixel effective

### نقاط التحديد
تحتوي كاميرا كانون 5 دي على 9 نقاط تحديد.

### سرعة الغالق
- The shutter is rated to 100,000 shots,[1]
- and is capable of speeds up to 1/8000 sec, with a flash sync speed of 1/200 sec

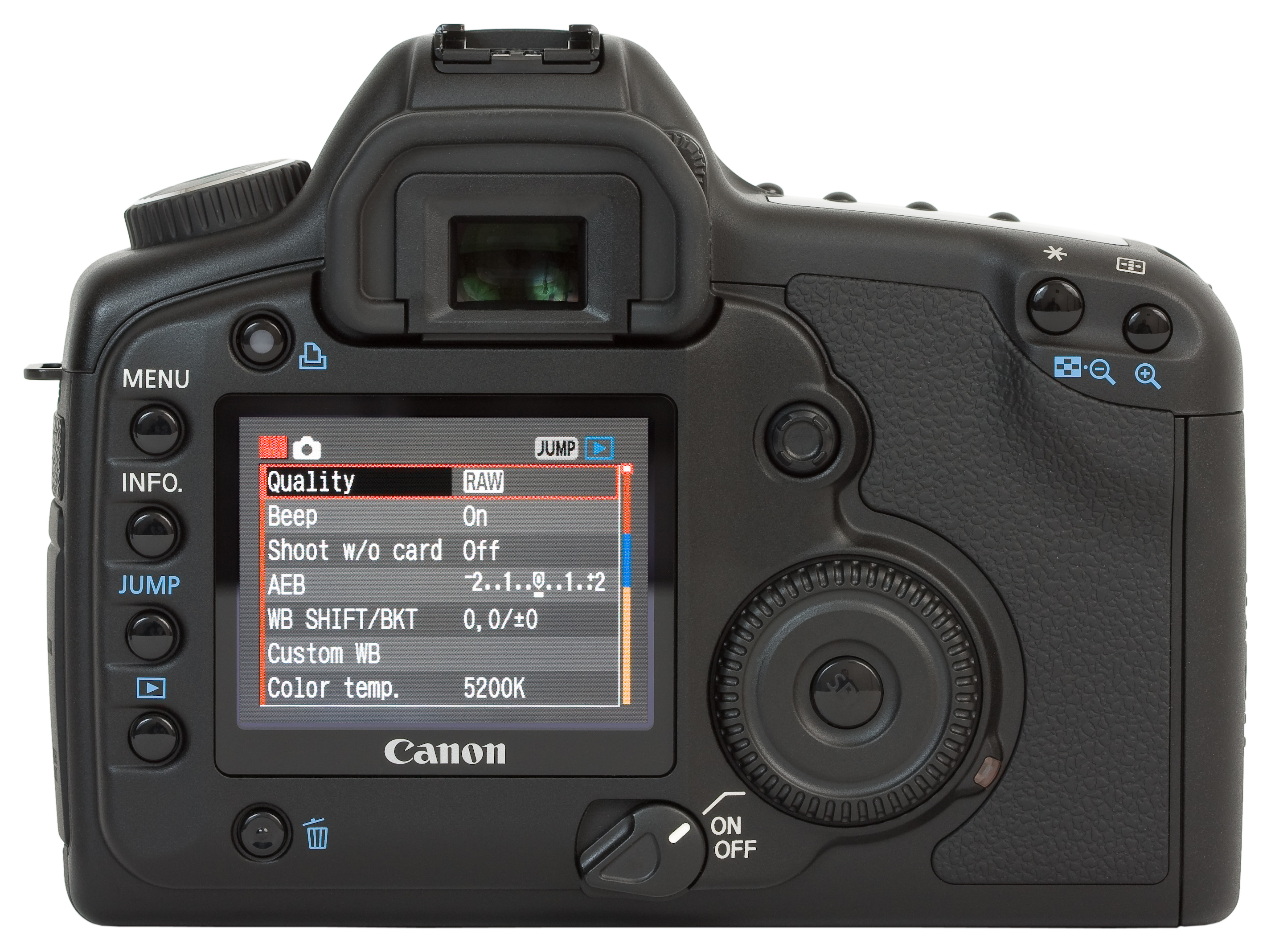
وجهه الكاميرا وتظهر الشاشة وأزرار التحكم

### السرعة
تلتقط الكاميرا 3 صور قي الثانية وتخزن حتى 60 إطار.

### أرقام الملفات
تعتبر أول كاميرا احترافية تستخدم الأرقام حتى 9,999 صورة.

### البرمجة
The package includes the following software:
- Digital Photo Professional
- ZoomBrowser EX / ImageBrowser
- PhotoStitch
- EOS Utility
- Picture Style Editor

## الصور

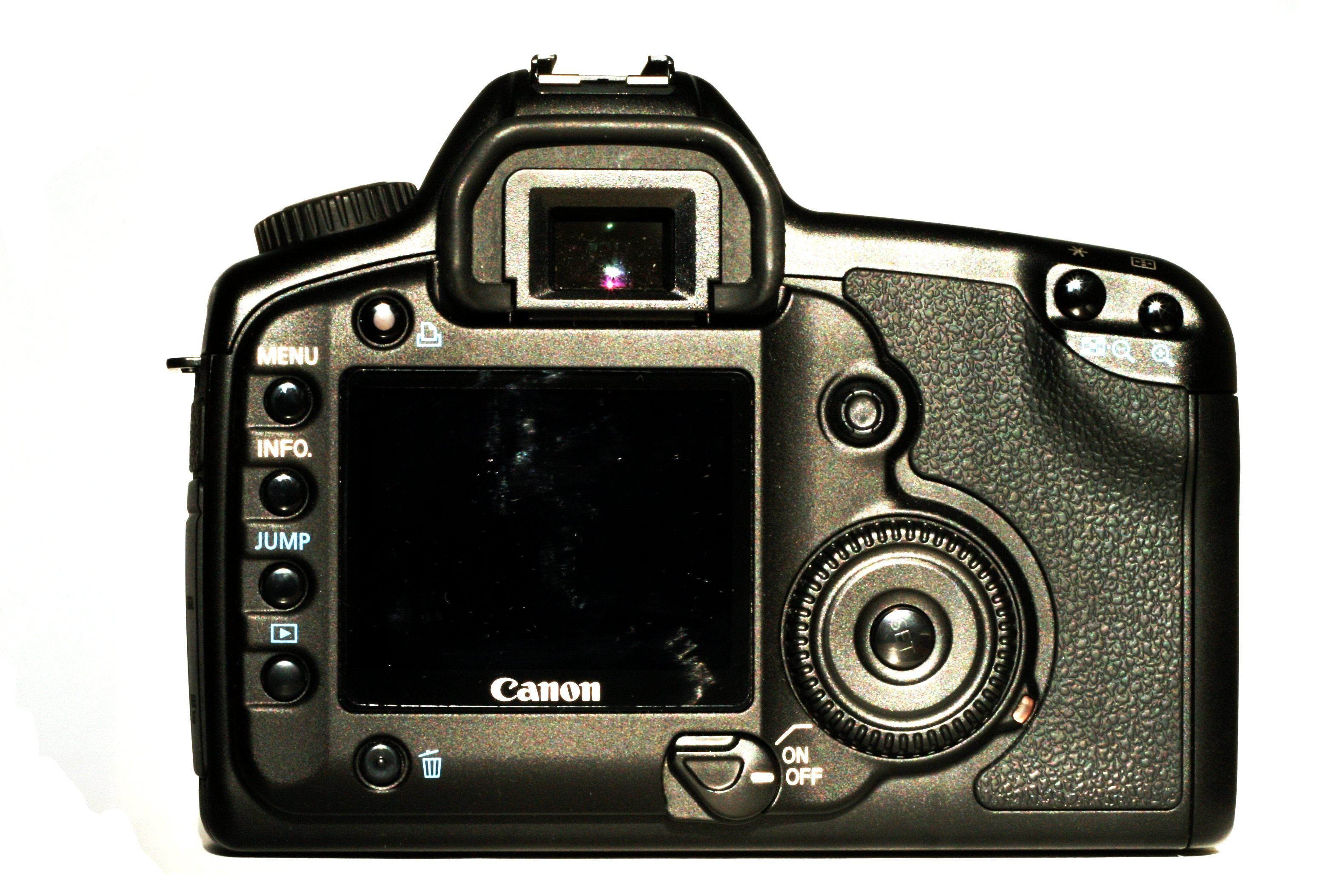
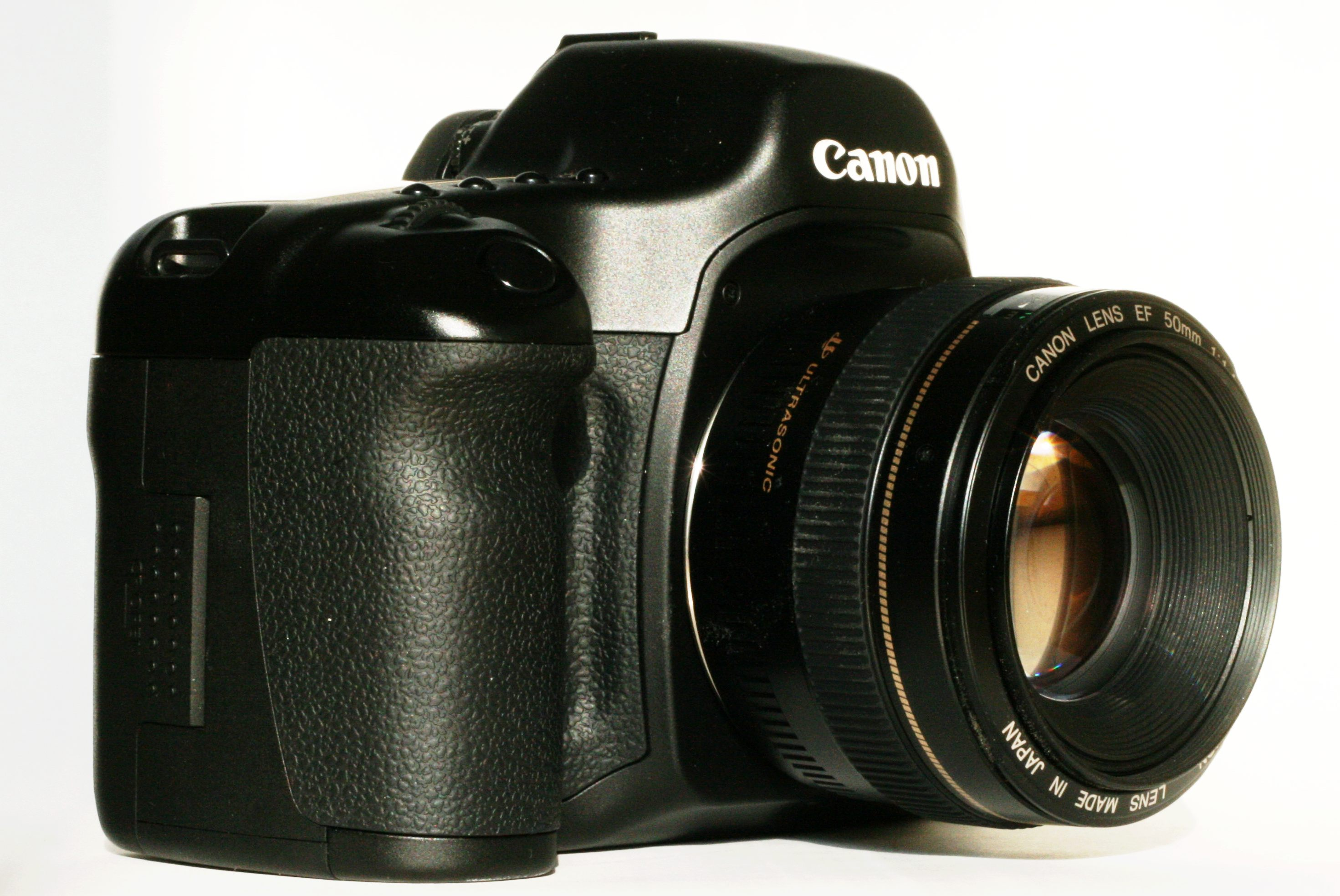
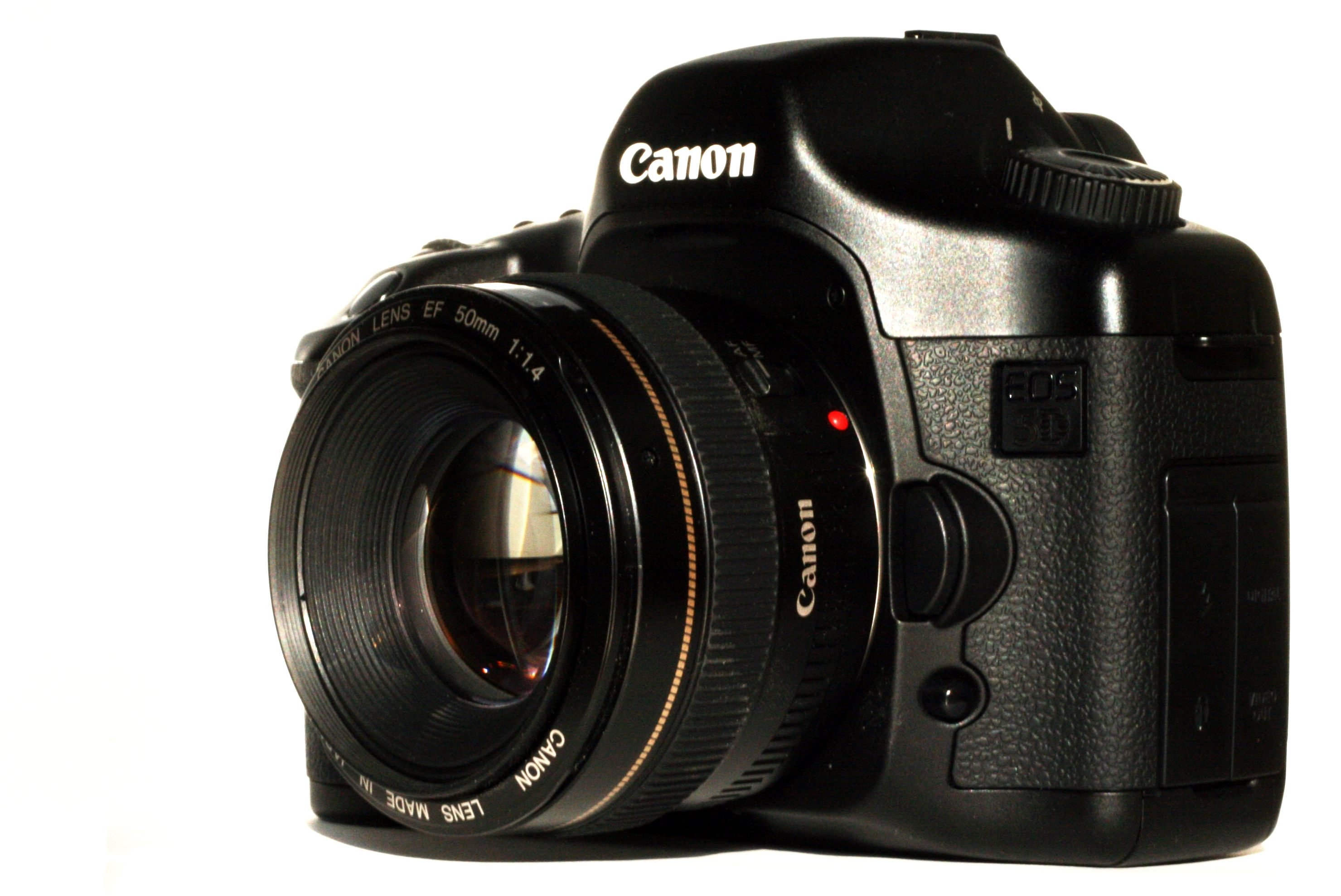
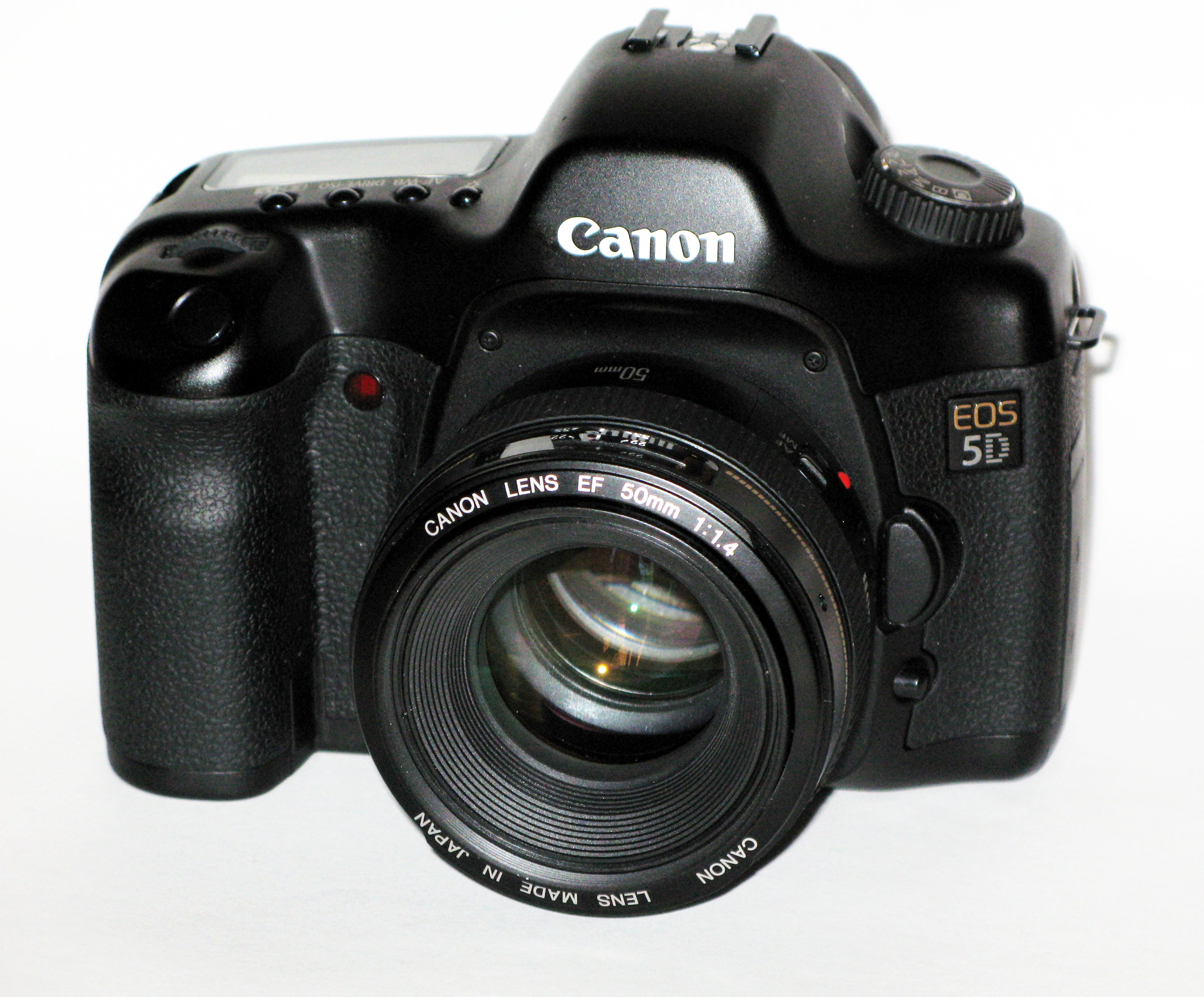
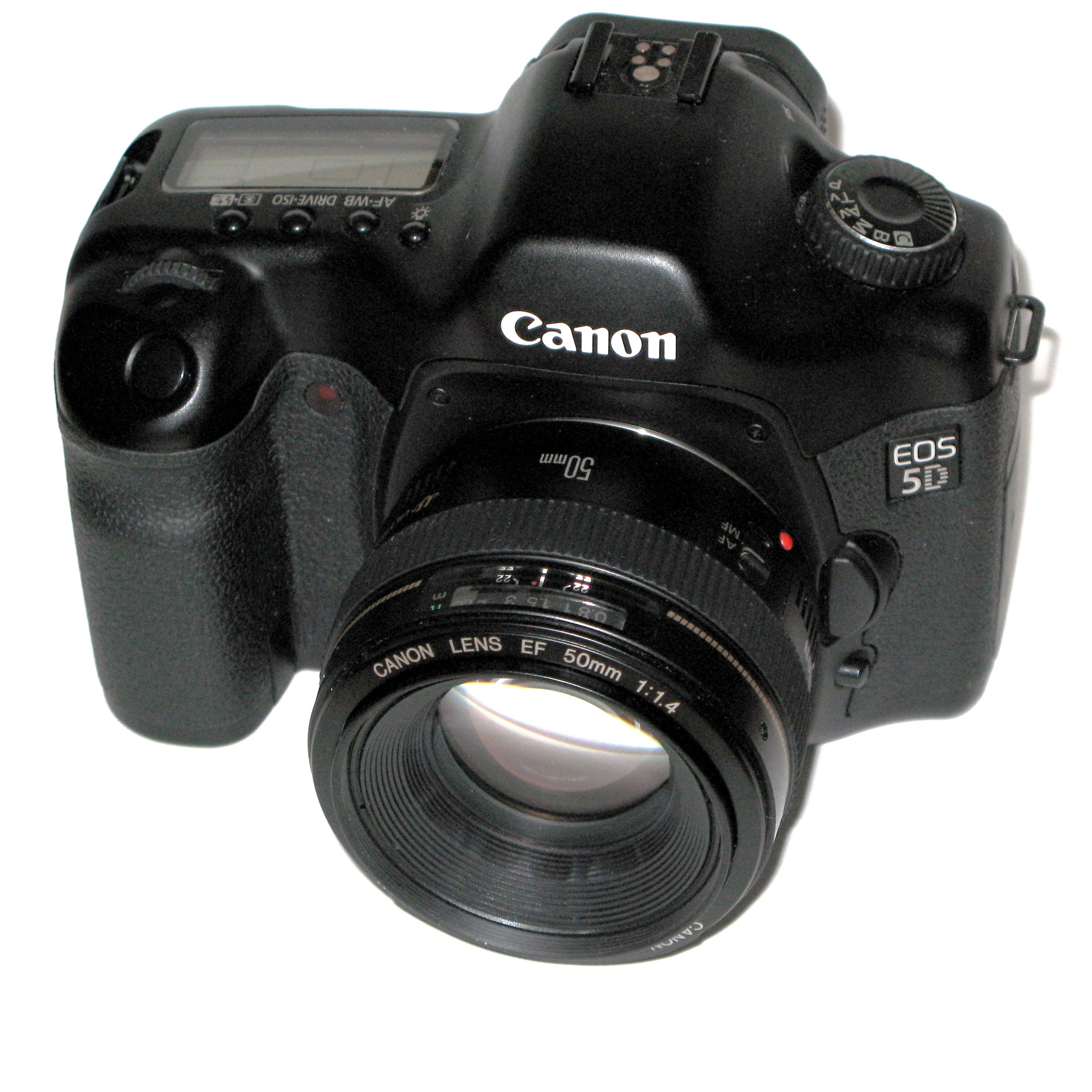
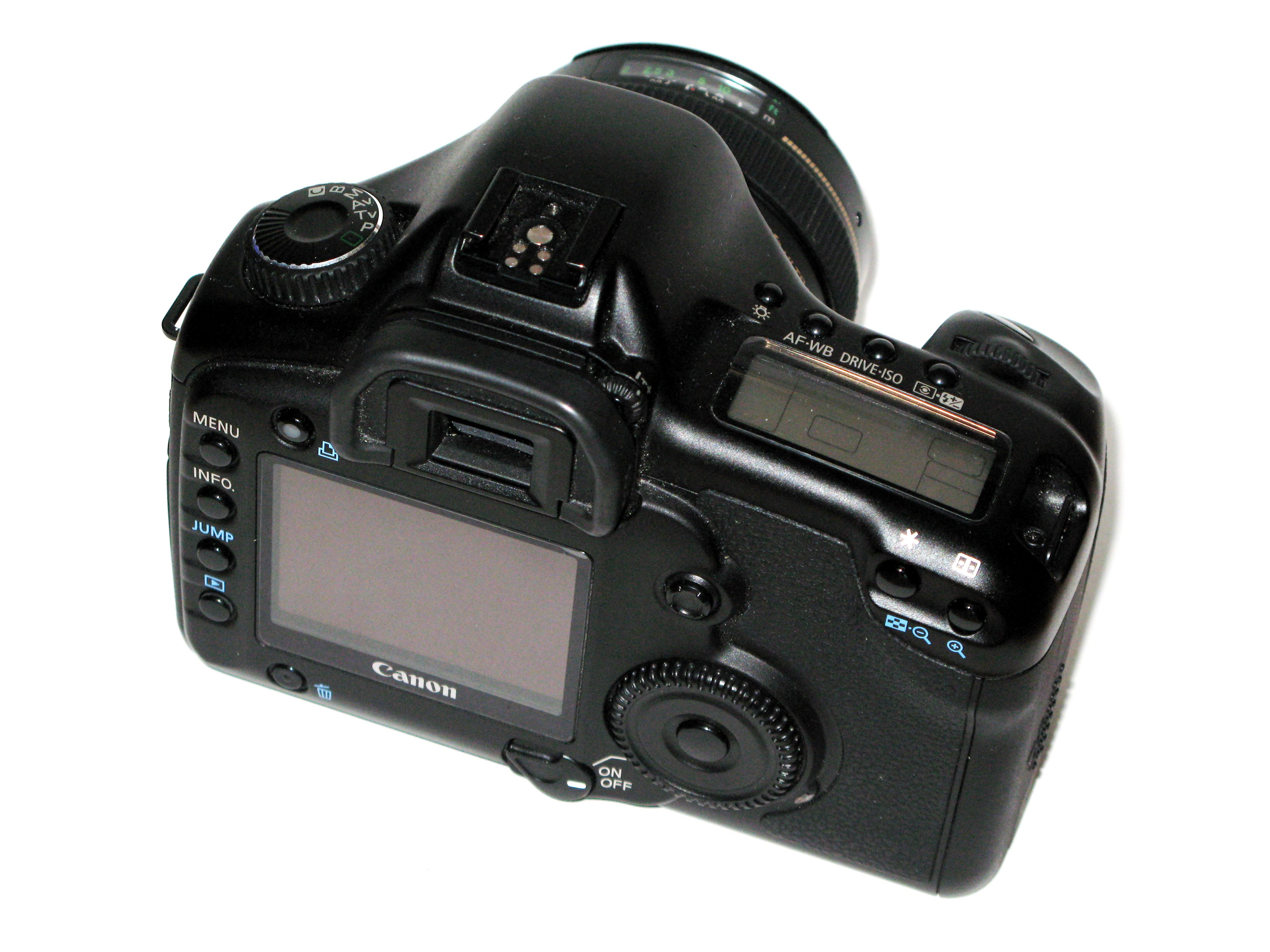
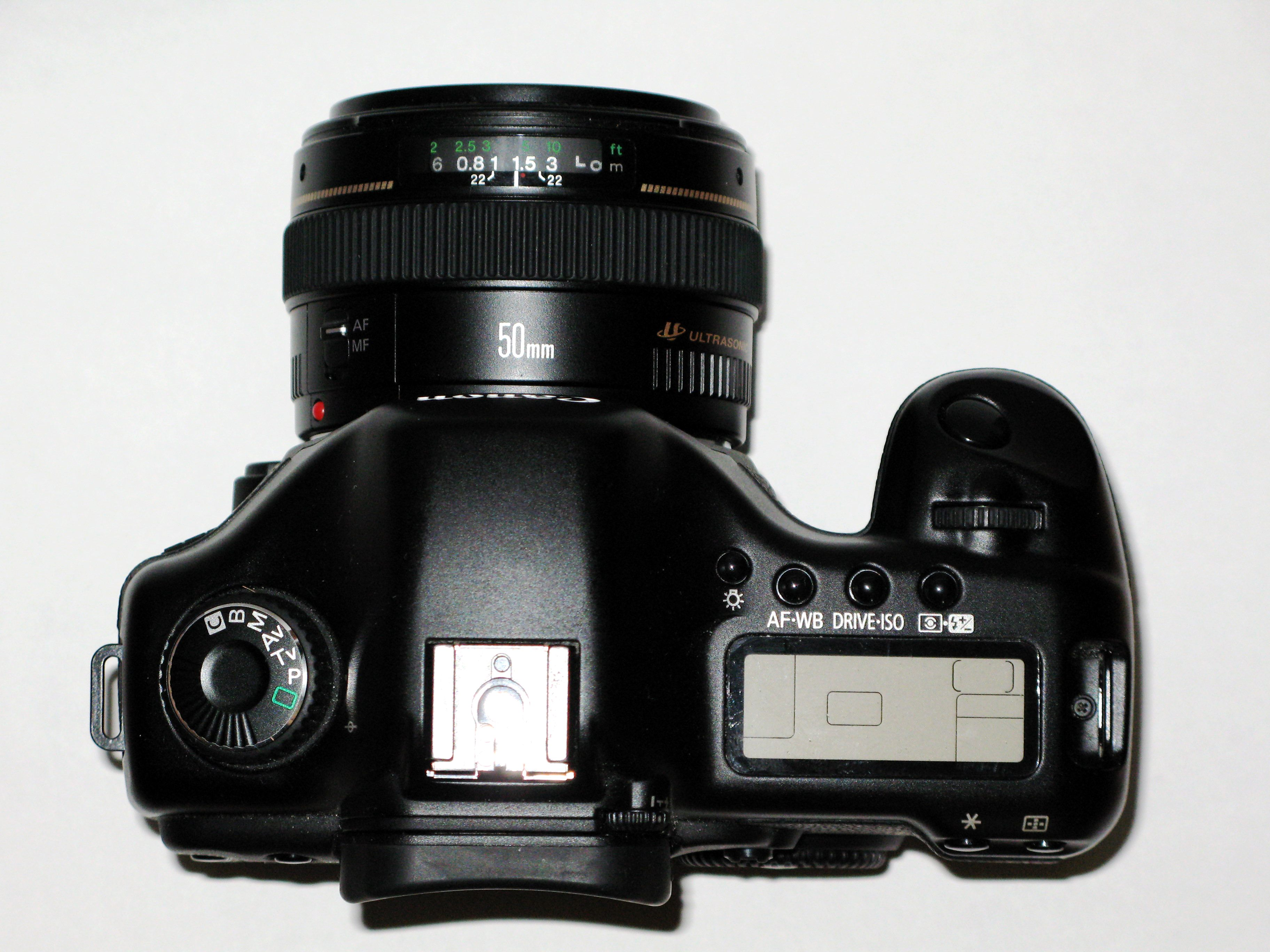